# Pierre Alphonse Laurent
Pierre Alphonse Laurent [pjêr alfónz- lorán], francoski matematik, častnik in inženir, * 18. julij 1813, Pariz, Francija, † 2. september 1854, Pariz.
Laurent je pomemben zaradi svojih dosežkov v teoriji holomorfnih (analitičnih) funkcij in kompleksne analize. Najbolj je znan po odkritju Laurentove vrste, razvitju kompleksne funkcije v (neskončno) potenčno vrsto, kar je posplošitev pojma razvitja funkcije v Taylorjevo vrsto.

## Življenje in delo
Študiral je na École Polytechnique od leta 1830, kjer je kot eden najboljših študentov diplomiral leta 1832. Študij je nadaljeval na École d'Application v Metzu, nato pa so ga premestili v Alžirijo, od koder se je vrnil leta 1840. 
Njegovo odkritje Laurentove vrste za kompleksno funkcijo je vključevalo znanstveno delo Razprava o variacijskem računu (Mémoire sur le calcul des variations), ki ga je za veliko nagrado za leto 1842 predložil Francoski akademiji znanosti leta 1843, vendar je bil en dan prepozen, tako da prispevek ni bil objavljen in se ni potegoval za nagrado. Cauchy je sicer predlagal, da bi Laurentovo razpravo objavili v prestižnih Poročilih tujih učenjakov (Recueil des savants étrangers (de l'Académie Royale des Sciences)). V njej je Laurent obravnaval limitne enačbe, ki morajo biti pridružene nedefinitnim enačbam, da se lahko v celoti določijo ekstremi večkratnih integralov. Tudi njegove druge razprave akademija ni objavila in se je potem celo izgubila. Njegovo delo so na pobudo vdove objavili po njegovi smrti. 
Ker Laurentu tedaj niso hoteli objaviti raziskovalnih del, se je usmeril na raziskovanje teorije svetlobnega valovanja, še posebej teorije polarizacije. S tega področja je objavil več prispevkov in Cauchy ga je leta 1846 predlagal za nezasedeno mesto na akademiji. Niso ga izbrali in kmalu zatem je dobil čin majorja. Postal je član odbora za nadzor problemov fortifikacij. Nadaljeval je z raziskovanjem na področju uporabne matematike.